# Banlop Lomnoi
Banlop Lomnoi (thaï : บัลลพ ล้อมน้อย), né en 1968 dans la province de Prachuap Khiri Khan, est un acteur thaïlandais.

## Biographie
En 2004, avant Tropical Malady de Apichatpong Weerasethakul, Banlop avait juste fait un peu de figuration.
Après Tropical Malady et son rôle principal de Keng, le jeune soldat, il produit des séries et émissions télévisées.
En 2009, il a le rôle principal dans le film taïwanais Detours to Paradise (Sincerely Yours), le premier film taïwanais racontant la vie des travailleurs immigrés à Taipei (avant Pinoy Sunday), un film réalisé par Rich Lee avec l'actrice indonésienne Lola Amaria et les actrices taïwanaises Yang Kuei-Mei (qui joue dans Pleasure Factory d'Ekachai Uekrongtham) et Niki Wu Li-Chin.
Ensuite il fonde la société Fah Sang Sapan, une société qui produit des émissions sur le bouddhisme et sur le sport et fabrique aussi des gâteaux de Lune qu'il vend en Isan.
En 2015, il est Itt, le jeune soldat souffrant d'une maladie mystérieuse, acteur principal de Cemetery of Splendour.

## Filmographie
- 2004 : Tropical Malady[7]
- 2007 : My Day at Beach (court métrage)
- 2009 : Detours to Paradise (Sincerely Yours)
- 2015 : Cemetery of Splendour[8]